# Troup County
Das Troup County ist ein County im Bundesstaat Georgia der Vereinigten Staaten. Der Verwaltungssitz (County Seat) ist LaGrange.

## Geographie
Das County liegt im Westen von Georgia und grenzt an Alabama. Es hat eine Fläche von 1155 Quadratkilometern, wovon 83 Quadratkilometer Wasseroberfläche sind und grenzt im Uhrzeigersinn an folgende Countys: Heard County, Coweta County, Meriwether County und Harris County.

## Geschichte
Troup County wurde am 8. Juni 1825 als 70. County von Georgia aus Land der Creek-Indianer gebildet. Benannt wurde es nach Gouverneur George Troup.

## Demografische Daten
Laut der Volkszählung von 2010 verteilten sich die damaligen 67.044 Einwohner auf 24.828 bewohnte Haushalte, was einen Schnitt von 2,62 Personen pro Haushalt ergibt. Insgesamt bestehen 28.046 Haushalte.
70,4 % der Haushalte waren Familienhaushalte (bestehend aus verheirateten Paaren mit oder ohne Nachkommen bzw. einem Elternteil mit Nachkomme) mit einer durchschnittlichen Größe von 3,12 Personen. In 37,9 % aller Haushalte lebten Kinder unter 18 Jahren sowie in 24,5 % aller Haushalte Personen mit mindestens 65 Jahren.
29,6 % der Bevölkerung waren jünger als 20 Jahre, 25,4 % waren 20 bis 39 Jahre alt, 27,3 % waren 40 bis 59 Jahre alt und 17,9 % waren mindestens 60 Jahre alt. Das mittlere Alter betrug 36 Jahre. 48,1 % der Bevölkerung waren männlich und 51,9 % weiblich.
61,5 % der Bevölkerung bezeichneten sich als Weiße, 33,4 % als Afroamerikaner, 0,3 % als Indianer und 1,6 % als Asian Americans. 1,8 % gaben die Angehörigkeit zu einer anderen Ethnie und 1,5 % zu mehreren Ethnien an. 3,2 % der Bevölkerung bestand aus Hispanics oder Latinos.
Das durchschnittliche Jahreseinkommen pro Haushalt lag bei 42.545 USD, dabei lebten 21,3 % der Bevölkerung unter der Armutsgrenze.

## Orte im Troup County
Orte im Troup County mit Einwohnerzahlen der Volkszählung von 2010:
Cities:
- Hogansville – 3.060 Einwohner
- LaGrange (County Seat) – 29.588 Einwohner
- West Point – 3.474 Einwohner